# 7. maj
7. maj er dag 127 i året i den gregorianske kalender (dag 128 i skudår). Der er 238 dage tilbage af året.
Flavias dag. Flavia var en smuk romersk pige, som led martyrdøden under kejser Domitians kristenforfølgelser.
Dagen er én af de uheldige i Tycho Brahes kalender, og derfor forbød bondepraktikaen åreladning på denne dag.

### Begivenheder
Født - Dødsfald
- 1429 - Jeanne D'Arc bringer belejringen af Orléans til afslutning, da hun såret anfører de franske styrker. Hændelsen bliver et vendepunkt i Hundredårskrigen.
- 1661 - Der indføres skat på ægteskab - den såkaldte Kopulationsafgift.
- 1664 - Ludvig 14. af Frankrig indvier Versailles.
- 1824 - Beethovens 9. symfoni uropføres i Wien.
- 1832 - Grækenland anerkendes som en uafhængig stat med Otto 1. som konge.
- 1915 - Den britisk/amerikanske luksusliner Lusitania torpederes af en tysk ubåd syd for Irland. 1.195 af de 1.959 om bord omkommer. 124 af de omkomne er amerikanere, og hændelsen bliver en af årsagerne til USA's senere deltagelse i 1. verdenskrig på allieret side.
- 1931 - Den første danske tonefilm, Præsten i Vejlby, vises i Kinopalæet i København.
- 1934 - Verdens største perle (Lao-tzes Perle) bliver fundet ved Palawan på Filippinerne i en kæmpemuslingeskal. Den er 24 cm lang og 14 cm i diameter og vejer 6,37 kg.
- 1937 - I Danmark træder den første lærlingelov i kraft.
- 1945 - Sovjetiske flyvere bomber Bornholm, da den tyske kommandant her nægter at overgive sig. Over to dage bliver både Rønne og Neksø bombet, hvorefter Sovjetunionen besætter Bornholm og bliver der indtil april 1946.

- 1945 - Adolf Hitlers efterfølger, Karl Dönitz, kapitulerer betingelsesløst, og dermed afsluttes 2. verdenskrig i Europa. Kapitulationen bliver underskrevet i Reims i Frankrig.
- 1946 - Tokyo Telecommunications Engineering (senere omdøbt til Sony) grundlægges med 20 medarbejdere.
- 1948 - Europarådet grundlægges.
- 1952 - Det integrerede kredsløb udtænkes og præsenteres i Washington D.C. Et fungerende integreret kredsløb blev dog først fremstillet i 1959.
- 1966 - Amerikaneren Tommie Smith løber som den første nogensinde 200 m på 20 sekunder.
- 1972 - Niels Helveg Petersen afløser sin far, K. Helveg Petersen, som Det Radikale Venstres parlamentariske leder.
- 1990 - Letland erklærer sig uafhængig af Sovjetunionen.
- 1991 - Den jugoslaviske forsvarsminister erklærer, at landet befinder sig i en tilstand af borgerkrig.
- 1995 - Nygaullisten Jacques Chirac vinder det franske præsidentvalg.
- 1998 - Mercedes-Benz køber Chrysler for 40 milliarder dollars i historiens hidtil største firmasammenlægning.
- 1999 - Ved en fejl bomber NATO den kinesiske ambassade i Beograd i forbindelse med et flyangreb under Kosovokrigen. 3 kinesiske journalister i ambassaden bliver dræbt.
- 2001 - Den 71-årige Ronald Biggs vender efter 35 års flugt frivilligt tilbage til England og overgiver sig til Scotland Yard. Han bliver arresteret som hjernen bag ”Det Store Togrøveri” i 1963.
- 2007 - Naser Khader, Anders Samuelsen og Gitte Seeberg forlader deres tidligere partier og stifter et nyt parti: Ny Alliance

### Født
- 1833 - Johannes Brahms, tysk komponist og pianist (død 1897).
- 1840 - Pjotr Iljitj Tjajkovskij, russisk komponist (død 1893).
- 1861 - Rabindranath Tagore, indisk forfatter og modtager af Nobelprisen i litteratur (død 1941).
- 1867 - Władysław Reymont, polsk forfatter og modtager af Nobelprisen i litteratur (død 1925).
- 1892 - Josip Broz Tito, jugoslavisk præsident (død 1980).
- 1901 - Gary Cooper, amerikansk filmskuespiller (død 1961).
- 1907 - Knud Wold, dansk direktør og grosserer (død 1992).
- 1908 - Karla Lindholm Jensen, hidtil længstlevende dansker (død 2020).
- 1913 - Simon Ramo, amerikansk fysiker og ingeniør (død 2016).
- 1916 - Orla Møller, dansk politiker (død 1979).
- 1919 - Eva (Evita) Peron, argentinsk skuespillerinde og præsidentfrue (død 1952).
- 1927 - Ruth Prawer Jhabvala, tysk-engelsk manuskriptforfatter (død 2013).
- 1944 - Ole Bjørnmose, dansk fodboldspiller (død 2006).
- 1952 - Karen-Lise Mynster, dansk skuespillerinde.
- 1965 - Henrik Andersen, dansk fodboldspiller.
- 1965 - Norman Whiteside, nordirsk fodboldspiller.
- 1966 - Jes Høgh, dansk fodboldspiller.
- 1967 - Jesper Steinmetz, dansk journalist og studievært.
- 1967 - Adam Price, dansk forfatter og instruktør.
- 1968 - Traci Lords, Amerikansk skuespillerinde og sangerinde.
- 1969 - Eagle-Eye Cherry, svensk musiker.
- 1973 - Paolo Savoldelli, italiensk cykelrytter.
- 1974 - Christoffer Boe, dansk filminstruktør.
- 1993 - Isabella Arendt, dansk politiker og formand for Kristendemokraterne.

### Dødsfald
- 973 - Otto den Store, tysk-romersk kejser (født 912).
- 1682 - Feodor 3., russisk zar (født 1661).
- 1825 - Antonio Salieri, italiensk komponist (født 1750).
- 1909 - Joachim Andersen, dansk fløjtenist og komponist (født 1847).
- 1953 - Aage Rafn, dansk arkitekt (født 1890).
- 2006 - Malin Lindgren, dansk journalist og forfatter (født 1932).
- 2007 - Bent Norup, kgl. dansk operasanger (født 1936).
- 2013 – Ray Harryhausen, amerikansk animator (født 1920).
- 2018 – Søren Hyldgaard, dansk filmkomponist (født 1962).

|  | Denne datoartikel kan blive bedre, hvis der indsættes et (bedre) billede Du kan hjælpe ved at afsøge Wikimedia Commons for et passende billede eller uploade et godt billede til Wikimedia Commons iht. de tilladte licenser og indsætte det i artiklen. |